# Lithocarpus encleisacarpus
Lithocarpus encleisacarpus ist eine in Südostasien vorkommende Baumart aus der artenreichen Gattung Lithocarpus in der Familie der Buchengewächse (Fagaceae). Die Nüsse sind essbar.

## Merkmale
Lithocarpus encleisacarpus ist ein immergrüner Baum. 
Der Fruchtbecher (Cupula) ist topfförmig. Er umschließt die Nuss zu vier Fünfteln. Er öffnet sich leicht von oben her in ungleiche Klappen. An ihrer Oberfläche verlaufen zwei bis drei fadenförmige, gewellte, horizontale Linien.
Blütezeit ist von April bis November. Die Fruchtreife erfolgt von April bis Januar.

## Verbreitung und Standorte
Die Art kommt in Thailand, Malaysia, Singapur und Indonesien (Sumatra) vor. Sie wächst in tropischen immergrünen Tieflandwäldern, in tieferen Bergwäldern, in Kiefern-Dipterocarpus-Wäldern, häufig in Flussnähe, in 50 bis 1200 m Seehöhe, meist 300 bis 800 m.

## Systematik
Der niederländische Botaniker Pieter Willem Korthals beschrieb die Art 1844 und ordnete sie als Quercus encleisocarpa in die Gattung der Eichen (Quercus) ein. In den folgenden Jahrzehnten gab es mehrere Vorschläge, die Art einer anderen Gattung zuzuordnen:
Der dänische Botaniker Anders Sandøe Ørsted ordnete sie 1866 als Cyclobalanus encleistocarpa der Gattung Cyclobalanus zu; der englische Botaniker James Sykes Gamble wählte 1915 den Namen Pasania encleisocarpa. 1916 ordnete der japanische Botaniker Gen’ichi Koidzumi die Art als Synaedrys encleisocarpa wiederum anders zu; der deutschamerikanische Botaniker Alfred Rehder setzte die Art 1919 als Castanopsis encleisocarpa in die Gattung der Scheinkastanien (Castanopsis).
Die französische Botanikerin Aimée Antoinette Camus ordnete mit ihrer 1931 veröffentlichten Beschreibung schließlich die Art unter dem heute gültigen Taxon Lithocarpus encleisacarpus der Gattung Lithocarpus zu.